# ヴォルナ (ロケット)
ヴォルナ（ロシア語: Волна, Volna, 「波」の意味）は、ロシアの潜水艦発射弾道ミサイル (SLBM) R-29Rを転用した人工衛星打ち上げ用のロケットである。3段式の液体ロケットで、デルタIII級原子力潜水艦または、地上の打上げ施設から発射される。
2012年にESAのExpert再突入実験機の打上げがヴォルナロケットで行われる予定であった（打上げ価格は約200万ユーロ）が、2012年6月に、ロシア国防省はヴォルナロケットを宇宙用の打上げ機にはもはや使わないことを明らかにしたと報道された。

## 性能
ヴォルナは、これまではバレンツ海の潜水艦からのみ打ち上げられており、高度400km、軌道傾斜角79度の軌道へ、100kgのペイロードを投入できる。弾道軌道への打上げ弾道飛行の場合は、最大720kgの回収カプセルか、最大400kgの研究機器を降下部に搭載できる。

## 打ち上げ履歴
- 1995年6月6日にヴォルナロケットの初打上げが弾道飛行で行われ、成功した。ペイロードはドイツの大学が開発した実験モデル。
- 2001年7月20日には、惑星協会のソーラーセイル実験用のコスモス1試験機と、インフレータブル再突入耐熱シールド実験 (Inflatable re-entry and descent technology-1:IRDT-1) の打ち上げが行われたが、ペイロードの分離に失敗し、落下した。
- 2002年7月12日には、IRDT-2の打ち上げ（弾道飛行）行われたが、この再突入試験でもペイロードの分離に失敗した。
- 2005年6月21日に、ソーラーセイルコスモス1の打ち上げが行われたが、1段が予定よりも早く燃焼停止したため、打上げは失敗した。
- 2005年10月6日に、IRDT-2Rを搭載して打上げ（弾道飛行）が行われペイロードの分離も正常であったが、落下予想地点であったカムチャツカ半島を通過して飛行しすぎたようで、回収はできなかった。